# Liste der Monuments historiques in Carantec
Die Liste der Monuments historiques in Carantec führt die Monuments historiques in der französischen Gemeinde Carantec auf.

## Liste der Bauwerke
| Bezeichnung        | Beschreibung                  | Standort                      | Kennzeichnung | Schutzstatus | Datum | Bild           |
| ------------------ | ----------------------------- | ----------------------------- | ------------- | ------------ | ----- | -------------- |
| Kapelle Notre-Dame | Erbaut im 16./17. Jahrhundert | Île Callot (Lage)             | PA00089856    | Classé       | 1914  | weitere Bilder |
| Kirche St-Carantec | Erbaut im 16. Jahrhundert     | Place de la Libération (Lage) | PA00089857    | Inscrit      | 1968  | weitere Bilder |

## Liste der Objekte

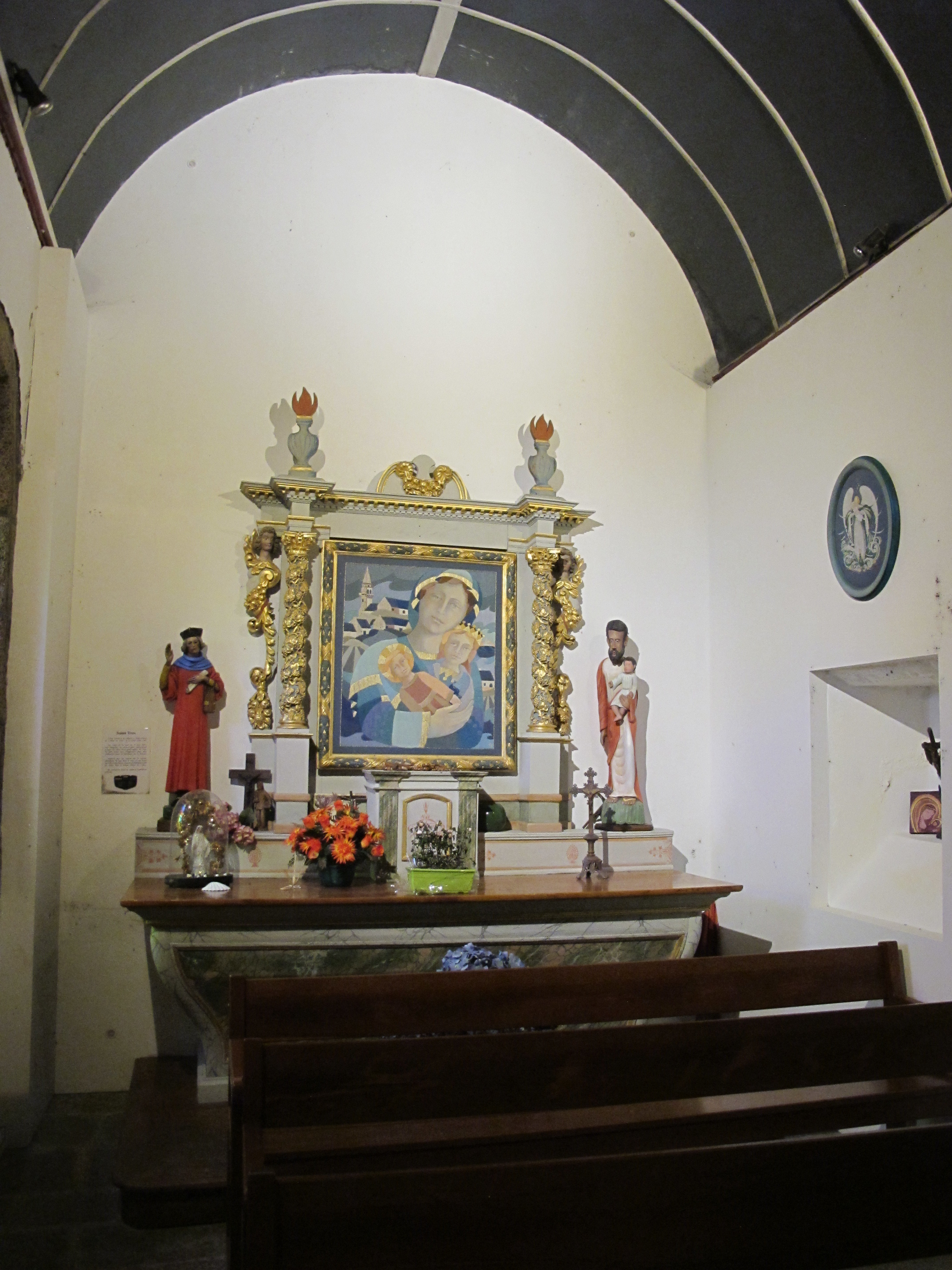
Altar in der Kapelle Notre-Dame (18. Jahrhundert)

- Monuments historiques (Objekte) in Carantec in der Base Palissy des französischen Kultusministeriums